# Яочжоу
Яочжо́у (кит. упр. 耀州, пиньинь Yàozhōu) — район городского подчинения городского округа Тунчуань провинции Шэньси (КНР). Район назван в честь средневековой области, органы власти которой размещались в этих местах.

## История
При империи Западная Хань в этих местах был создан уезд Дуйюй (祋祤县). Во времена диктатуры Ван Мана он был расформирован, но при империи Восточная Хань в 97 году был создан вновь, и к нему был присоединён уезд Дидао (翟道县). В эпоху Троецарствия эти земли оказались в составе царства Вэй, и уезд Дуйюй был присоединён к уезду Ниян (泥阳县).
При империи Северная Вэй в 528 году была создана область Бэйюн (北雍州), которой был подчинён в том числе и уезд Ниян. При империи Западная Вэй в 554 году область Бэйюн была переименована в Ичжоу (宜州).
При империи Суй в 586 году уезд Ниян был переименован в Хуаюань (华原县). В 617 году был создан округ Ицзюнь (宜君郡), органы власти которого разместились в Хуаюане.
При империи Тан в 618 году округ Ицзюнь был переименован в область Ичжоу. В 643 году область Ичжоу была расформирована, и уезд Хуаюань перешёл в подчинение области Юнчжоу. Во время правления императрицы У Цзэтянь из-за практики табу на имена уезд Хуаюань был в 686 году переименован в Юнъань (永安县). В 690 году была опять создана область Ичжоу, власти которой разместились в Юнъане, а в 705 году уезду Юнъань было возвращено название Хуаюань. В 904 году была создана область Маочжоу (茂州), затем переименованная в Яочжоу (耀州), власти которой разместились в Хуаюане.
При империи Поздняя Лян в 915 году область Яочжоу была переименована в Чунчжоу (崇州), но при империи Поздняя Тан в 923 году ей было возвращено прежнее название.
При монгольской империи Юань уезд Хуаюань был в 1335 году расформирован, а его территория перешла под непосредственное управление областных властей. При империи Цин область Яочжоу была в 1725 году поднята в статусе до «непосредственно управляемой» (то есть стала подчиняться напрямую властям провинции, минуя промежуточное звено в виде управы). В 1735 году была понижена в ранге и стала «безуездной областью» (в подчинении областных властей не осталось ни одного уезда).
После Синьхайской революции в Китае была проведена реформа административного деления, и в 1913 году области были упразднены; область Яочжоу была преобразована в уезд Яосянь (耀县).
В 1950 году был создан Специальный район Сяньян (咸阳专区), и уезд вошёл в его состав. В 1952 году уезд был передан в состав Специального района Вэйнань (渭南专区). В 1956 году Специальный район Вэйнань был расформирован, и уезд перешёл в прямое подчинение властям провинции Шэньси. В апреле 1958 года постановлением Госсовета КНР уезд Тунчуань был преобразован в город Тунчуань, подчинённый напрямую правительству провинции. В ноябре 1958 года уезд Яосянь был расформирован, а его территория вошла в состав города Тунчуань.
В 1961 году Специальный район Вэйнань был создан вновь, и восстановленный уезд Яосянь вновь вошёл в его состав. В 1969 году Специальный район Вэйнань был переименован в округ Вэйнань (渭南地区). В 1980 году уезд Яосянь был передан в состав городского округа Тунчуань.
В 2002 году уезд Яосянь был преобразован в район городского подчинения Яочжоу.

## Административное деление
Район делится на 6 уличных комитетов и 8 посёлков.